# Diga della Göschenerreuss
La diga di Göschenerreuss è una diga a gravità situata in Svizzera, nel Canton Uri, a Göschenen.

## Descrizione
Ha un'altezza di 37 metri e il coronamento è lungo 70 metri. Il volume della diga è di 11.000 metri cubi.
Il lago creato dallo sbarramento ha un volume massimo di 0,1 milioni di metri cubi, una lunghezza di 200 metri e un'altitudine massima di 1084 m s.l.m. Lo sfioratore ha una capacità di 127 metri cubi al secondo.
Le acque del lago vengono sfruttate dall'azienda KW Wassen AG.